# Johann Diedrich Möller

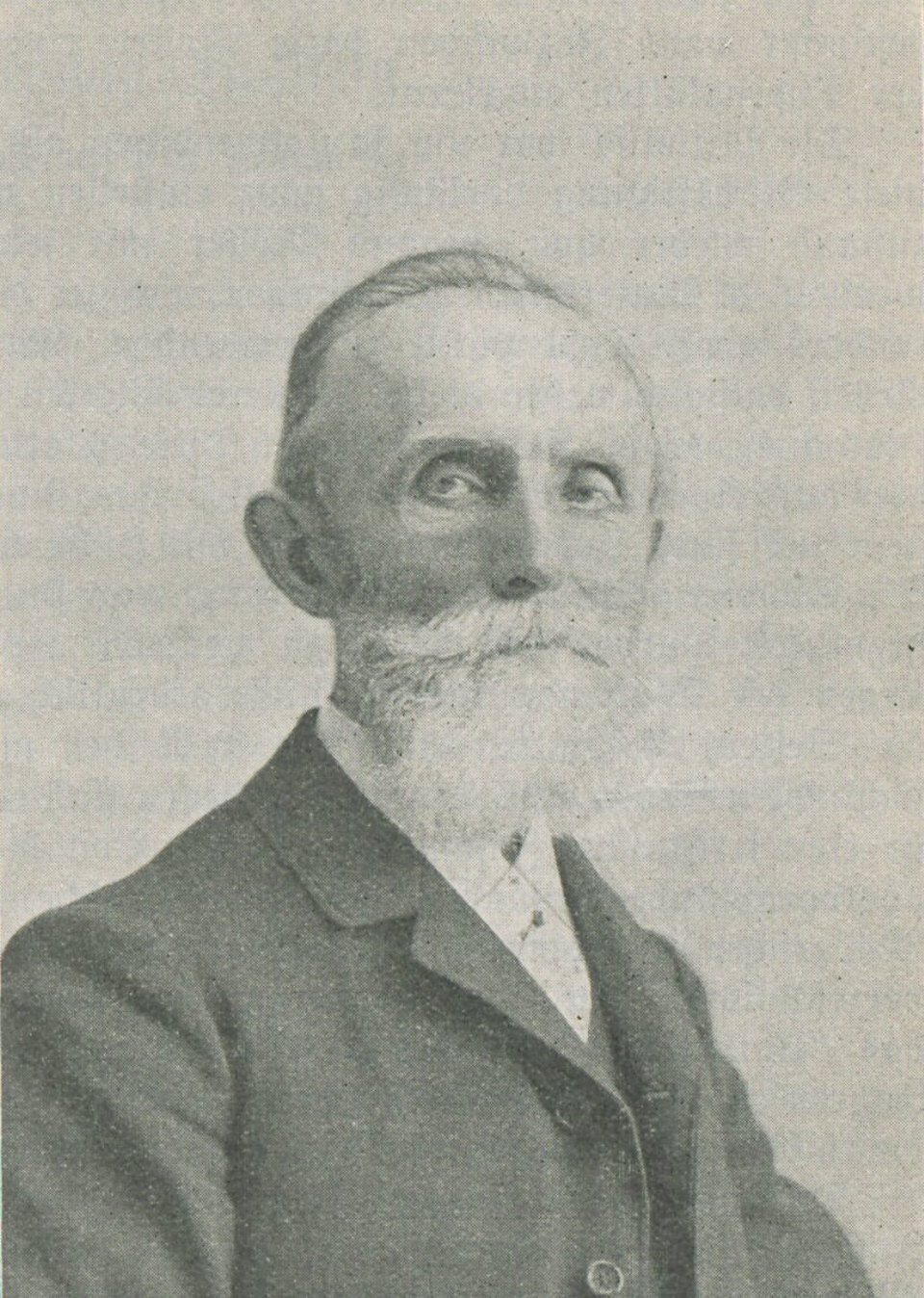
Johann Diedrich Möller

Johann Diedrich Möller (* 16. März 1844 in Wedel; † 29. Oktober 1907 ebenda) war ein deutscher Optiker. 

## Leben
Der zweite Sohn eines Leinenwebers musste schon als Kind mit Web-, Mal- und Landarbeit zum Lebensunterhalt der Familie beitragen. Zunächst erlernte er das Malerhandwerk, seine zeichnerischen Fähigkeiten vervollkommnete er in der Zeichenschule der Hamburger Patriotischen Gesellschaft. Aufgrund seines Interesses an Linsen und optischen Geräten nahm er zusätzlich eine Lehre bei dem Hamburger Optiker Dr. Hugo Schröder auf. Mit 20 Jahren kehrte er dann wieder nach Wedel zurück und richtete sich 1864 im Elternhaus eine kleine optische Werkstatt ein. Sie war die Keimzelle für den späteren Betrieb „Optische Werke J.D. Möller“.
Hier begann er, Mikroskoplinsen und Prismen für Hamburger Betriebe herzustellen. Seine Interessen gingen jedoch weit über diese Arbeit hinaus. Mit einem selbstgebauten Mikroskop untersuchte er Insekten, Pflanzen und Holz. Auch daraus entwickelte er einen Geschäftszweig, denn der Bedarf an mikroskopischen Dauerpräparaten für Schausammlungen wuchs.
Möller ließ Brunnen in Wedel bohren, um das zur Linsenherstellung notwendige Wasser ständig zur Verfügung zu haben. Aufgrund seines Interesses an optischen Fragestellungen experimentierte er früh mit der Fotografie; es entstand eine Sammlung von Fotos aus Wedel aus den Jahrzehnten um die Jahrhundertwende. Ebenso fertigte er mikroskopische Fotografien berühmter Persönlichkeiten, auch das Betrachten dieser Mikrofotos unter dem Mikroskop diente der gesellschaftlichen Unterhaltung.
Da Möllers Geschäfte florierten, verlegte er seine Werkstatt in ein Bauernhaus. Er war 1869/70 bereits vermögend genug, um sich auf dem Grundstück Rosengarten 6 ein  Haus zu bauen. In den 1880er Jahren beschäftigte er sich auch mit dem Anbau von Spargel; bei der Gartenbauausstellung 1897 wurden seine Züchtungen ausgezeichnet. Im Jahre 1904 verbrachte Möller einige Monate in den USA. Er starb an einer Lungenentzündung. Die Stadt Wedel benannte eine Straße nach ihm.
Die von Möller gegründete Firma wurde mit Taschenprismengläsern, Cinemascope-Projektionsvorsätzen und Mikroskopen bekannt; gegenwärtig hat sie Weltgeltung als Produzent augenchirurgischer Präzisionsgeräte.

## Möllers Diatomeenpräparate
Schwerpunkt von Möllers Schaffen waren Legepräparate von Diatomeen, also mikroskopisch kleinen, vielgestaltigen Kieselalgen, die nach ästhetischen und mathematischen Gesichtspunkten in einer Kreisform oder zu komplexeren, zumeist runden, symmetrischen Formen arrangiert wurden. Das Betrachten derartiger „Salonpräparate“ diente dem Zeitvertreib in gesellschaftlich höheren Kreisen. Diatomeenpräparate von Möller gelten, was die Zahl der gelegten Diatomeen, die Präzision der Platzierung und die Ästhetik des Arrangements betrifft, als unübertroffen. Kein anderer Diatomist verfügte über zugleich höchstes handwerkliches Geschick und ästhetisches Empfinden wie Möller. Mit den Kreis- und Salonpräparaten auf der einen Seite sowie den sogenannten „Typenplatten“ zur Klassifizierung von Diatomeen schaffte Möller, dessen Diatomeenpräparate  zunächst als „unwissenschaftlich“ galten, letztlich den Spagat zwischen ernsthafter Wissenschaft und Kunst. Auf den größten Typenplatten wurden  bis zu 4000 Diatomeen geometrisch angeordnet. 1890 veröffentlichte Möller einen Katalog dieser Legeplatten, in welchem er sie fotografisch dokumentierte. Für seine Arbeit wurde er international ausgezeichnet.
Erst in den letzten Jahren wurde das Lebenswerk Möllers von Matthias Burba systematisch aufgearbeitet, hierbei wurden zahlreiche Handschriften, auch über von Möller entwickelte Präparationstechniken, die als verschollen galten, wieder aufgefunden, ebenso konnte der Verbleib zahlreicher Präparate geklärt werden.